# Lambeth Bridge
Lambeth Bridge – most nad Tamizą w Londynie, przeznaczony dla pieszych i pojazdów, pomiędzy Westminster Bridge a Vauxhall Bridge. 

## Historia
W tym miejscu do momentu budowy mostu istniała przeprawa promowa. W listopadzie 1862 roku otwarto wiszący most o łącznej długości 270 m zbudowany za 48 924 funtów. Most był jednak zbyt stromy dla powozów konnych, dodatkowo dość szybko elementy stalowe uległy zniszczeniu. W 1910 roku zabroniono na nim ruchu samochodów. Do 1879  korzystanie z niego było płatne. Budowę kolejnego mostu rozpoczęto w 1929 roku. Most został otwarty 12 czerwca 1932 przez króla Jerzego V i królową Marię. 

## Opis
Most ma 236,5 metrów długości. Został oparty na żelbetowych filarach. Ma pięć przęseł wykonanych przez Geoffreye'a Grovesa, które nie są jednakowej długości. Najszersze w centrum ma 50,3 m, znajdujące się po jego obu bokach średnie przęsła mają długość 45,4m, natomiast przęsła przy brzegach mają po 38,1 m długości. Most miał cztery pasy ruchu. W 1999 roku, ponieważ most ma tylko 18 metrów szerokości, zmieniono układ drogowy. Zmniejszono liczbę pasów do trzech, w tym jeden pas tylko dla autobusów. 
Po wschodniej części mostu znajdują się: Pałac Lambeth - oficjalna rezydencja arcybiskupa Canterbury, Albert Embankment, St. Thomas Hospital oraz International Maritime Organization (Międzynarodowa Organizacja Morska). W zachodniej części usytuowana jest dzielnica Westminster.